# Linda Heed
Linda Marianne Heed, född 19 juli 1979, svensk ryttare i svenska landslaget i hästhoppning. 

## Biografi
Heed växte upp i på familjens gård i Västerljung, Trosa kommun, med en mamma som var tävlingsryttare och ridtränare samt en pappa som varit aktiv inom travsport. Hennes storasyster tävlade inom ponnyridning. Heed tävlade tidigare för Trosa Vagnhärads ridklubb men från och med 2015 kommer hon att tävla för Södertälje ridklubb. Hon har vunnit svenska mästerskapen i hoppning år 2004 och 2023, samt tagit två silver och tre brons.
Heed har varit med i landslaget i perioder sedan hon var 13 år.
Heed var reserv inför Olympiska sommarspelen 2008.